# Munditransfers
A Munditransfers é uma empresa autorizada e supervisionada pelo Banco de Portugal. A Munditransfers opera no mercado de câmbios desde 1995 e em 2005, alargou o âmbito da sua atividade para a prestação de serviços de transferência de dinheiro para o estrangeiro. A empresa foi a pioneira no conceito de 'taxa zero' (envios para o Brasil sem taxa de comissão) em Portugal, influenciando a maior parte do mercado a adotar este procedimento.
Atualmente a ocupar uma posição de destaque no mercado das transferências em Portugal, a Munditransfers é uma empresa de referência como instituição de pagamentos e câmbios. 
Com um crescimento focado na comunidade emigrante, a Munditransfers aposta no alargamento da rede de balcões nacionais e internacionais, nos novos mercados considerados de elevado potencial.

## História
- 1995 – Abertura da Mundicâmbios em Viseu.

- 2005 – Inicio da prestação de serviço de transferência de dinheiro.

- 2007 – Mudança de nome para Munditransfers.

- 2009 – Inicia a parceria com a MoneyGram.

- 2011 – A Munditransfers tornou-se numa instituição de pagamentos.

- 2012 – Abertura das duas primeiras agências em Bélgica.

- 2013 – Abertura de duas mais agências na Bélgica, uma em Antuérpia e uma em Bruxelas e de quiosques no Fórum Almada e na Gare do Oriente.
- 2018 - Em fevereiro de 2018, foi declarado a falência da empresa.

## Referencias
1. ↑  http://www.revistanegociosportugal.com/index.php/2011-12-15-19-47-37/2012-02-07-17-48-05/66-munditransfers